# 尾隨

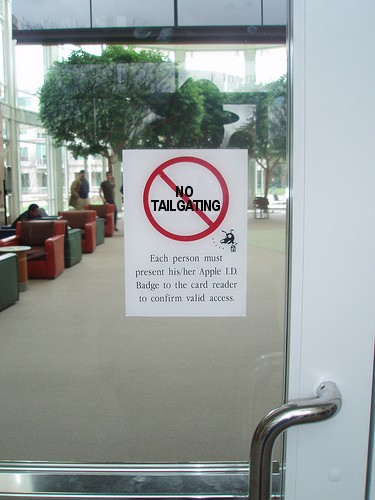
一张表明此处禁止尾随的告示

尾隨是一種常見的社會工程學手法。通常是指尾隨者利用另一合法受權者的識別機制，通過某些檢查點，進入一個限制區域。該行為可能是合法或非法的、授權的或未經授權的，視情況而定。然而，這個詞往往有被非法或未經授權的行為的內涵。

## 尾隨手法
尾隨者有以下幾種常見手法：
- 偷偷摸摸跟隨一個受權者進入一個地點，看起來就像是以合法掩護非法。
- 加入一群受權者假裝是這群人的一員。
- 找到一個忽視設施規則的受權者，以欺騙的方式讓他以為是有受權的尾隨者，允許尾隨者跟隨。